# Compieta
La Compieta  è, nella Liturgia delle ore e nel Breviario, l'ultimo momento di preghiera della giornata, ovvero l'ora che viene dopo i vespri; è così chiamata perché compie le ore canoniche, e si recita prima del riposo notturno.

## La compieta nella Liturgia delle ore
L'ora comincia con il saluto iniziale "O Dio vieni a salvarmi", al quale segue l'esame di coscienza, concluso dall'"Atto di Dolore", nella recita individuale, o una formula penitenziale comunitaria, come il Confiteor.
Dopo l'inno Te lucis ante terminum, si recitano uno o due salmi; nelle solennità si dicono i salmi della domenica rispettivamente dopo i primi e i secondi vespri.
I salmi per tutti i giorni con le antifone proprie sono tratti dal salterio.
È però consentito recitare sempre l'una o l'altra Compieta domenicale. 
Quindi una lettura breve tratta dalla Bibbia, e riportata ogni giorno a suo luogo nel salterio, orienta la mente verso la parola di Dio.
Vi è poi il responsorio breve, come nei vespri, che però è uguale per tutti i tempi e i giorni:
Signore, nelle tue mani affido il mio spirito (nel tempo pasquale si aggiunge: Alleluia, alleluia).
Signore, nelle tue mani affido il mio spirito (Alleluia, alleluia).
Dio di verità, Tu mi hai redento: 
nelle Tue mani affido il mio spirito (si dice solo: Alleluia, alleluia).
Gloria al Padre e al Figlio e allo Spirito Santo.
Signore, nelle tue mani affido il mio spirito (Alleluia, alleluia).
Nel tempo di Pasqua si aggiunge ciò che è scritto tra parentesi.
Invece del responsorio breve,
il Giovedì Santo si dice:
Ant. Cristo per noi si è fatto obbediente fino alla morte.
il venerdì santo si dice:
Ant. Cristo per noi si è fatto obbediente fino alla morte in croce.
il Sabato Santo si dice:
Ant. Cristo per noi si è fatto obbediente fino alla morte e alla morte di croce,
Per questo Dio lo ha innalzato e gli ha dato un nome sopra ogni altro nome.
il giorno di Pasqua e durante l'Ottava si dice:
Ant. Questo è il giorno che ha fatto il Signore, alleluia:
rallegriamoci ed esultiamo, alleluia.
Segue l'elemento più caratteristico di questa preghiera: il Nunc dimittis ("Ora lascia, o Signore, che il tuo servo vada in pace..."; Luca 2,29-32), cioè il Cantico di Simeone. Esso è preceduto e seguito dalla propria antifona: "Nella veglia salvaci, Signore, nel sonno non ci abbandonare, il cuore vegli con Cristo e il corpo riposi nella pace" (nel tempo di Pasqua si aggiunge: Alleluia).

## Forma tridentina
L'espressione che usa il breviario latino per questa ora è ad completorium, che significa "alla chiusura", "al compimento", "alla conclusione" e di cui "Compieta" è la resa in volgare.
Questa è la forma in cui si presenta l'ora canonica nel Breviario Romano dalla prima edizione di papa Pio V nel 1588 all'ultima di papa Giovanni XXIII nel 1960:
- La benedizione iniziale, costituita dallo Jube domine benedicere e la lettura dalla prima lettera di Pietro 5,8-9 (Fratres, sobrii estote).
- L'atto penitenziale, formato dall'Adjutorium nostrum in nomine Domini, dal Pater Noster detto in segreto a mo' di esame di coscienza, dal Confiteor con il Misereatur e l'Indulgentiam, e infine dal Converte nos.
- Segno di croce con l'invocazione: ℣ Deus in adjutorium meum intende. ℟ Domine ad adjuvandum me festina, seguita dal Gloria Patri e dall'Alleluia (o dal Laus tibi in Quaresima)
- Una salmodia di tre salmi o parti di essi, tutti conclusi dal Gloria Patri. All'inizio del primo salmo e alla fine del terzo si dice l'Antifona del giorno.
- L'inno ecclesiastico Te lucis ante terminum
- Il capitolo da Geremia 14,9 (Tu autem in nobis es)
- Il responsorio breve In manus tuas Domine commendo spiritum meum
- Il versetto biblico Custodi nos domine ut pupillam oculi, sub umbra alarum tuarum protege nos
- Il Nunc Dimittis (Canticum Simeonis) preceduto dalla sua antifona Salva nos Domine vigilantes
- L'orazione Visita quaesumus
- Salutato il popolo (Dominus vobiscum), il Benedicamus Domino e la benedizione.
- L'antifona della B.V. Maria con il suo versetto e la sua orazione, secondo il tempo dell'anno.
- Il versetto conclusivo Divinum auxilium + maneat semper nobiscum

La Compieta è l'unica ora in cui, ad eccezione dell'Antifona mariana e di qualche Alleluia aggiunto a Pasqua, nulla cambia né a seconda del tempo né della festa eventualmente celebrata.